# Susanne Augustesen
Susanne Augustesen (Holbæk, 10 maggio 1956) è un'ex calciatrice danese, miglior realizzatrice straniera di tutti i tempi della Serie A  con oltre 600 gol messi a segno in 22 stagioni.

## Carriera
Nata a Holbæk in Danimarca, si mette in evidenza all'età di 15 anni quando con la sua nazionale conquista il mondiale di calcio femminile, Messico 1971 (edizione non ufficiale), mettendo a segno una tripletta nella finale contro il Messico padrone di casa. Nel 1974 approda in Italia al Bologna per poi passare nella stagione successiva al Gamma 3 Padova, divenendo per la prima volta capocannoniere del campionato.
Per due stagioni dal 1976 al 1977 è al Diadora Valdobbiadene, conquistando due scudetti e il titolo di capocannoniere in entrambe le stagioni. Nel 1978 approda quindi al Conegliano dove rimane per due campionati, prima del passaggio alla Lazio e la conquista del suo terzo scudetto nel 1980. Seguono le esperienze con Cagliari e Alaska Lecce, dove conquista il quarto scudetto nel 1983.
Poi ancora Lazio dal 1983 al 1985 e Despar Trani 80 dal 1985 al 1988 con il quinto titolo nazionale conquistato nel 1986. Nella stagione successiva conquista per l'ottava e ultima volta anche il titolo di capocannoniere.
Nel 1988 passa al Modena dove resta per due stagioni; poi ancora tre anni alla Lazio prima di chiudere la carriera nel 1995 a Cagliari e ritirarsi a vita privata in patria.

## Palmarès

### Club
- Campionato italiano: 5

Valdobbiadene: 1976, 1977
Lazio: 1980
Lecce: 1983
Trani: 1985-1986
- Coppa Italia: 3

Conegliano: 1978, 1979
Lazio: 1985

### Nazionale
- Coppa del mondo (competizione non ufficiale)[4]: 1

Danimarca: 1971

### Individuale
- Titoli di capocannoniere del campionato di Serie A: 8

Padova:1975 (29 reti)
Valdobbiadene: 1976 (28 reti), 1977 (42 reti)
Conegliano: 1979 (29 reti)
Cagliari: 1982 (32 reti)
Lecce: 1983 (31 reti)
Lazio: 1984 (25 reti)
Trani: 1986-1987 (34 reti)